# Life of a Dark Rose
Life of a Dark Rose — четвёртый микстейп рэпера Lil Skies, выпущенный на лейблах All We Got Entertainment и Atlantic Records. Это первый альбом музыканта, выпущенный на лейбле. Life of a Dark Rose достиг высоких позиций в чартах, дебютировав на 23 строчке Billboard 200 и позже поднявшись до 10. Песня «Red Roses» была сертифицирована как платиновая по версии RIAA, ещё две песни, «Nowadays» и «Lust», получили статус золотых.

## Синглы
После выпуска песни «Red Roses», собравшей 2 миллиона просмотров на Youtube через 10 дней после выпуска клипа, Lil Skies выпускает промосингл «Lust» и песню «Nowadays», позже ставшую синглом. «Red Roses» и «Nowadays» вошли в Billboard Hot 100, тем самым став первыми песнями рэпера, вошедшими в данный чарт. 17 декабря 2017 года Lil Skies выпускает клип на песню «Nowadays». Вскоре рэпера подписывают на лейбл Atlantic Records.
Альбом был выпущен 10 января 2018 года. Единственным приглашённым исполнителем на альбоме стал Landon Cube, появившийся на треках «Red Roses» и «Nowadays».

## Рецензии
Pitchfork ставит альбому 6.4/10. Обозреватель Эван Рытлевски критикует простоту и бессмысленность текстов и неоригинальные биты, тем не менее описывая альбом как «40 минут спокойного, сладковатого трэпа». Также он отмечает, что рэперу повезло с харизмой, поскольку оригинальностью музыки он никого удивить не сможет. Пол Симпсон из AllMusic, не давая оценки альбому, пишет, что 40-минутный релиз в целом ощущается лёгким и непринуждённым, а также отмечает «свободное от автотюна пение/флоу» музыканта. Эдди Гонсалес из Uproxx даёт положительный отзыв на альбом, отмечая, что Lil Skies выделяется на фоне «новой школы», хотя её влияние на релиз чувствуется. HipHopDX даёт альбому 3.2/5, выделяя треки «Red Roses» и «Nowadays», но слабо оценивая остальные треки с альбома, несмотря на цепляющие биты и качественный продакшн.

## Коммерческий успех
Альбом дебютировал на 23 строчке Billboard 200, 13 строчке Top Rap Albums и 16 строчке Top R&B/Hip-Hop Albums с 17 000 проданными копиями. Позже он достиг 10 строчки Billboard 200, а также 6 строчки Top R&B/Hip-Hop Albums, став первым альбомом, вошедшим в десятку лучших альбомов этого чарта и при этом не дебютировавшим в ней, со времен Coloring Book Chance the Rapper. К тому моменту было продано уже 28 000 копий альбома.
Четыре песни с альбома вошли в чарты: «Red Roses», «Nowadays» и «Lust» заняли 69, 55 и 87 строчки Billboard Hot 100 соответственно, а «Welcome To The Rodeo» заняла 20 позицию Bubbling Under Hot 100 Singles. «Red Roses» на момент дебюта занимала 98 позицию и была продана более 2000 раз, а «Nowadays» дебютировала на 85 строке с 3000 продажами. Позже песни «Red Roses» и «Nowadays» были прослушаны более 10 миллионов раз, а их цифровые продажи превысили 500 000 копий, за что они получили статус золотых по версии RIAA. 11 июля 2018 года золотой статус также получила песня «Lust», а 24 сентября «Red Roses» стала платиновой. Сам альбом получил статус золотого 9 ноября 2018 года.
К 11 сентября 2018 года было продано 533 000 копий альбома.

## Список композиций
| №                   | Название                        | Длительность |
| ------------------- | ------------------------------- | ------------ |
| 1.                  | «Welcome to the Rodeo»          | 2:49         |
| 2.                  | «The Clique»                    | 2:26         |
| 3.                  | «Red Roses» (feat. Landon Cube) | 4:23         |
| 4.                  | «Lust»                          | 2:36         |
| 5.                  | «Cloudy Skies»                  | 3:13         |
| 6.                  | «Signs of Jealousy»             | 2:58         |
| 7.                  | «Big Money»                     | 2:35         |
| 8.                  | «Tell My Haters»                | 2:00         |
| 9.                  | «Boss Up»                       | 2:36         |
| 10.                 | «Garden»                        | 3:05         |
| 11.                 | «Lettuce Sandwich»              | 3:15         |
| 12.                 | «Strictly Business»             | 2:39         |
| 13.                 | «Kill4u»                        | 3:01         |
| 14.                 | «Nowadays» (feat. Landon Cube)  | 3:24         |
| Общая длительность: | Общая длительность:             | 41:00        |

## Чарты и сертификации
| Чарт (2018)                         | Высшая позиция |
| ----------------------------------- | -------------- |
| Australian Albums (ARIA)            | 92             |
| Бельгия/Фландрия (Ultratop)         | 115            |
| Канада (Canadian Albums Chart)      | 17             |
| Нидерланды (Album Top 100)          | 94             |
| Финляндия (Suomen virallinen lista) | 43             |
| New Zealand Albums (RMNZ)           | 38             |
| Billboard 200                       | 10             |
| США (Billboard Top Rap Albums)      | 5              |

| Чарт (2018)                 | Позиция |
| --------------------------- | ------- |
| Canadian Albums (Billboard) | 46      |
| US Billboard 200            | 44      |

| США (RIAA)                                          | золотой | 500 000* |
| Канада (Music Canada)                               | золотой | 40 000*  |
| * данные о продажах основаны только на сертификации |         |          |